# Krasnodar–Anapa
Das Krasnodar–Anapa ist ein Eintagesrennen in Russland, dass zwischen den Städten Krasnodar und Anapa ausgetragen wird. Im Jahr 2015 wurde es erstmals ausgetragen.
Es ist ein Teil der UCI Europe Tour und ist dort in der UCI-Kategorie 1.2 eingestuft.

## Sieger
- 2015  Andrei Solomennikow